# 榜式堡镇
榜式堡镇，是中华人民共和国辽宁省营口市盖州市下辖的一个乡镇级行政单位。

## 行政区划
榜式堡镇下辖以下地区：
榜式堡村、石门西村、泉眼沟村、大王寨村、马连峪村、道马寺村、东岔沟村、大庙沟村和天保村。